# Israelische Badmintonmeisterschaft 1979
Die Israelische Badmintonmeisterschaft 1979 war die dritte Austragung der nationalen Titelkämpfe von Israel im Badminton. Das Damendoppel wurde nicht gespielt.

## Finalresultate
| Disziplin    | Sieger                            | Finalist                     | Ergebnis    |
| ------------ | --------------------------------- | ---------------------------- | ----------- |
| Herreneinzel | Yitzhak Serrouya                  | Victor Yusim                 | 15-4, 15-11 |
| Dameneinzel  | Eva Unglick                       | Chaya Grunstein              | 11-7, 11-9  |
| Herrendoppel | Victor Yusim Michael Schneidman   | Yitzhak Serrouya Jacky Cohen | 2:0         |
| Mixed        | Michael Rappaport Chaya Grunstein | Victor Yusim Eva Unglick     | 2:0         |